# Грейди (окръг, Джорджия)
Окръг Грейди (на английски: Grady County) е окръг в щата Джорджия, Съединени американски щати. Площта му е 1191 km², а населението - 24 466 души. Административен център е град Кайро.